# Camponotus pictostriatus
Camponotus pictostriatus é uma espécie de inseto do gênero Camponotus, pertencente à família Formicidae.